# О мышах и магии. История американского рисованного фильма
«О мышах и магии. История американского рисованного фильма» — книга американского киноведа Леонарда Молтина в переводе Фёдора Хитрука, первое издание на русском языке. Издание подготовлено к публикации сотрудниками НИИ киноискусства ВГИК. Включено предисловие: О переводчике и переводе этой книги.

## Содержание книги
1. Немая эра. Уинзор Маккей: Динозавр Герти, Джон Рэндолф Брэй: Полковник Хиза-лгун, Эрл Хёрд, Пэт Салливан, Отто Мессмер: Кот Феликс
2. Уолт Дисней, его сотрудники: Аб Айверкс, Уилфред Джексон, Карл Столлинг, Билл Тытла, Арт Бэббит, Берт Джиллетт, Норман Фергюсон, Дик Ланди, Лес Кларк, Уорд Кимбалл, и персонажи: Алиса, Кролик Освальд, Микки Маус, Летающий мышонок, Плуто, Гуфи, Дональд Дак, Белоснежка, Дамбо, Бэмби, Мыши-спасатели, Великий мышиный сыщик и др.
3. Макс Флейшер: клоун Коко, Бетти Буп, моряк Попай и Супермен, Путешествия Гулливера
4. Пол Терри: Басни Эзопа, Майти Маус
5. Уолтер Ланц: Кролик Освальд, Вуди Вудпекер, Энди Панда, Чилли Вилли
6. Аб Айверкс: Лягушонок Флип
7. «Van Beure Studio»: Эмеди Ван Бюрен
8. «Columbia Pictures»: Чарлз Минц и «Screen Gem Cartoons» : Цветные рапсодии, Девочка со спичками (1937)
9. «Warner Brothers»: Чак Джонс, Роберт Клампетт, Френк Ташлин, Фриц Фрилинг, Карл Столлинг, Looney Tunes, Merrie Melodies, Порки Пиг, Даффи Дак, Багз Банни, Элмер Фадд, Хитрый койот и Дорожный бегун, Твити, Кот Сильвестр, Спиди Гонзалес
10. «MGM»: Фред Куимби, Хью Харман, Рудольф Айзинг, Уильям Ханна и Джозеф Барбера : Том и Джерри, Текс Эйвери : Друпи, Красная шапочка и др.
11. «Paramount» — «Famous Studios Cartoons»: Каспер
12. «UPA»: Мистер Магу, Сердце-обличитель (мультфильм)
13. Остальная история: Битлз: Жёлтая подводная лодка, Ральф Бакши, Опаснейшее путешествие, Заботливые мишки, Секрет крыс, Американский хвост, Отважный маленький тостер

В конце книги представлена фильмография по студиям.

## Отзывы о книге
Леонард Молтин докопался до мышей — тотемных животных американской анимации. Но и о людях не забыл. Волшебная книга, блестящий перевод.
— Антон Долин, кинокритик, главный редактор журнала «Искусство кино»

Полагаю, что выход этой книги станет событием для нашей отечественной анимации. В сочетании с иллюстрациями эти тексты могут дать развёрнутое движение мультипликационной мысли. Я в восхищении.
— Юрий Норштейн, режиссёр-аниматор
В книге на стр.4-7 и на задней стороне обложки приведены отзывы о книге, авторы: Сергей Капков, Константин Бронзит, Иван Максимов, Георгий Бородин, Мария Терещенко, Александр Петров, Михаил Тумеля, Анатолий Прохоров, Андрей Хржановский.